# Rhynchonema cincta
Rhynchonema cincta är en rundmaskart. Rhynchonema cincta ingår i släktet Rhynchonema och familjen Monhysteridae. Inga underarter finns listade i Catalogue of Life.